# Johann Mandrella
Johann Mandrella war ein aus Schlesien stammender deutscher Politiker.

## Leben
Mandrella war von 1845 bis 1850 Bürgermeister in Ujest und wanderte anschließend in die Vereinigten Staaten aus.
Er war vom 5. August 1848 bis 12. Februar 1849 für den Wahlkreis der Provinz Schlesien Mitglied der Frankfurter Nationalversammlung in Großstrehlitz in der Fraktion Deutscher Hof. Vorgänger und Nachfolger im Parlament war Franz Benedict Suchan. 1849 war er im Zentralmärzverein aktiv.